# Tomasz Borsza Drzewiecki
Tomasz Borsza Drzewiecki herbu Nałęcz (zm. przed 29 kwietnia 1690 roku) – stolnik chełmski w 1669 roku.
Był elektorem Michała Korybuta Wiśniowieckiego z ziemi chełmskiej w 1669 roku.